# Platinum Lover’s Day
Platinum Lover’s Day (jap. プラチナLover's Day Purachina Lover's Day) – dziewiętnasty singel japońskiej piosenkarki Yukari Tamury, wydany 26 stycznia 2011. Utwór tytułowy został użyty jako opening RPG gry online Chocotto Land Online (jap. チョコットランド), utwór Kono yubi tomare wykorzystano w zakończeniach programu Gatchiri Monday!! (jap. がっちりマンデー!! Gatchiri Mandē!!) stacji TBS, a floral blue użyto z zakończeniach programu radiowego Tamura Yukari no Itazura Kuro Usagi (jap. 田村ゆかりのいたずら黒うさぎ). Singel osiągnął 7 pozycję w rankingu Oricon i pozostał na niej przez 5 tygodnie, sprzedał się w nakładzie 22 409 egzemplarzy.

## Lista utworów
| Nr | Tytuł                                                                   | Słowa         | Kompozycja   | Aranżacja    | Czas |
| -- | ----------------------------------------------------------------------- | ------------- | ------------ | ------------ | ---- |
| 1. | "Platinum Lover’s Day" (jap. プラチナLover's Day Purachina Lover's Day) | Gorō Matsui   | Masatomo Ōta | Masatomo Ōta | 3:54 |
| 2. | "Kono yubi tomare" (jap. この指とまれ)                                  | Manami Fujino | Masatomo Ōta | Masatomo Ōta | 3:47 |
| 3. | "floral blue"                                                           | Gorō Matsui   | Masatomo Ōta | Masatomo Ōta | 3:48 |

## Notowania
| Lista                       | Pozycja |
| --------------------------- | ------- |
| Oricon Weekly Singles Chart | 7       |
| Billboard Japan Hot 100     | 36      |
| Billboard Hot Animation     | 4       |
| Com Chat Countdown          | 1       |